# Championnat du monde féminin de basket-ball 1975
Navigation
Brésil 1971 Corée du Sud 1979
Le Championnat du monde féminin de basket-ball 1975 s’est déroulé à Santiago de Cali en Colombie en 1975. Organisé par la FIBA, il est le 7e championnat du monde de basket-ball féminin.
Ce sont treize équipes qui se disputèrent le titre.

## Lieux de compétition
| Ville            | Salle | Capacité |
| ---------------- | ----- | -------- |
| Santiago de Cali |       |          |
| Bogota           |       |          |
| Bucaramanga      |       |          |

## Équipes participantes
| Amérique   | Europe           | Asie         | Océanie   | Afrique |
| ---------- | ---------------- | ------------ | --------- | ------- |
| États-Unis | Union soviétique | Corée du Sud | Australie | Sénégal |
| Brésil     | Tchécoslovaquie  | Japon        |           |         |
| Colombie   | Italie           |              |           |         |
| Canada     | Hongrie          |              |           |         |
| Mexique    |                  |              |           |         |

## Compétition

### Format
Le format du tournoi n'a pas changé. Tournoi de groupes qualificatifs (3 groupes de 4 équipes) pour déterminer 6 (six) finalistes. L'exception avec le tournoi précédent était que les résultats des matchs du tournoi de qualification comptaient pour le tournoi final.
Les finalistes et l'hôte du championnat du tournoi de groupe ont déterminé les vainqueurs (en tenant compte des résultats des matchs entre les adversaires ayant participé au tournoi de qualification). Les perdants du tournoi de qualification ont joué des matchs pour les 8e à 12e places.

### Tour préliminaire
| Groupe A (Bogota) |                  |     |   |   |     |     |      |
|                   | Équipe           | Pts | G | P | PP  | PC  | Diff |
| 1                 | Union soviétique | 6   | 3 | 0 | 285 | 146 | 139  |
| 2                 | Mexique          | 5   | 2 | 1 | 161 | 166 | -5   |
| 3                 | Hongrie          | 4   | 1 | 2 | 182 | 235 | -53  |
| 4                 | Canada           | 3   | 0 | 3 | 160 | 241 | -81  |

|  | Mexique          | 59  | 52 | Hongrie          |  |
|  | Union soviétique | 103 | 52 | Canada           |  |
|  | Canada           | 55  | 67 | Hongrie          |  |
|  | Mexique          | 31  | 61 | Union soviétique |  |
|  | Canada           | 53  | 71 | Mexique          |  |
|  | Union soviétique | 121 | 63 | Hongrie          |  |

| Groupe B (Cali) |              |     |   |   |     |     |      |
|                 | Équipe       | Pts | G | P | PP  | PC  | Diff |
| 1               | Italie       | 6   | 3 | 0 | 207 | 133 | 74   |
| 2               | Corée du Sud | 5   | 2 | 1 | 239 | 156 | 83   |
| 3               | Brésil       | 4   | 1 | 2 | 208 | 208 | 0    |
| 4               | Sénégal      | 3   | 0 | 3 | 96  | 253 | -157 |

|  | Corée du Sud | 100 | 33 | Sénégal      |  |
|  | Brésil       | 59  | 80 | Italie       |  |
|  | Brésil       | 87  | 48 | Sénégal      |  |
|  | Italie       | 61  | 59 | Corée du Sud |  |
|  | Italie       | 66  | 15 | Sénégal      |  |
|  | Brésil       | 62  | 80 | Corée du Sud |  |

| Groupe C (Bucaramanga) |                       |     |   |   |     |     |      |
|                        | Équipe                | Pts | G | P | PP  | PC  | Diff |
| 1                      | Japon (1-0)           | 5   | 2 | 1 | 203 | 191 | 12   |
| 2                      | Tchécoslovaquie (0-1) | 5   | 2 | 1 | 186 | 177 | 9    |
| 3                      | États-Unis (1-0)      | 4   | 1 | 2 | 201 | 191 | 10   |
| 4                      | Australie (0-1)       | 4   | 1 | 2 | 156 | 187 | -31  |

|  | Tchécoslovaquie | 62 | 42 | Australie       |
|  | États-Unis      | 71 | 73 | Japon           |
|  | États-Unis      | 65 | 52 | Australie       |
|  | Tchécoslovaquie | 58 | 70 | Japon           |
|  | Japon           | 60 | 62 | Australie       |
|  | États-Unis      | 65 | 66 | Tchécoslovaquie |

### Poule de classement (8-13)
| Poule de classement (Bogota) |                    |     |   |   |     |     |      |
|                              | Équipe             | Pts | G | P | PP  | PC  | Diff |
| 1                            | États-Unis         | 9   | 4 | 1 | 404 | 286 | 118  |
| 2                            | Hongrie (1-1;+10)  | 8   | 3 | 2 | 349 | 280 | 69   |
| 3                            | Australie (1-1;+0) | 8   | 3 | 2 | 354 | 301 | 53   |
| 4                            | Canada (1-1;-10)   | 8   | 3 | 2 | 361 | 336 | 25   |
| 5                            | Brésil             | 7   | 2 | 3 | 368 | 393 | -25  |
| 6                            | Sénégal            | 5   | 0 | 5 | 164 | 404 | -240 |

|  | Australie  | 74  | 25 | Sénégal    |
|  | Hongrie    | 55  | 78 | États-Unis |
|  | Sénégal    | 21  | 78 | Hongrie    |
|  | Brésil     | 93  | 83 | Canada     |
|  | Brésil     | 65  | 82 | Australie  |
|  | Canada     | 74  | 68 | États-Unis |
|  | États-Unis | 89  | 33 | Sénégal    |
|  | Hongrie    | 73  | 75 | Australie  |
|  | Sénégal    | 37  | 76 | Canada     |
|  | États-Unis | 104 | 72 | Brésil     |
|  | Australie  | 71  | 73 | Canada     |
|  | Hongrie    | 76  | 51 | Brésil     |

### Poule finale (1-7)
| Poule finale (Cali) |                    |     |   |   |     |     |      |
|                     | Équipe             | Pts | G | P | PP  | PC  | Diff |
| 1                   | Union soviétique   | 12  | 6 | 0 | 509 | 317 | 192  |
| 2                   | Japon              | 11  | 5 | 1 | 461 | 389 | 72   |
| 3                   | Tchécoslovaquie    | 10  | 4 | 2 | 389 | 328 | 61   |
| 4                   | Italie (1-0)       | 8   | 2 | 4 | 341 | 365 | -24  |
| 5                   | Corée du Sud (0-1) | 8   | 2 | 4 | 433 | 459 | -26  |
| 6                   | Mexique            | 7   | 1 | 5 | 349 | 422 | -73  |
| 7                   | Colombie           | 6   | 0 | 6 | 343 | 545 | -202 |

|  | Colombie         | 34  | 92 | Union soviétique |
|  | Mexique          | 76  | 86 | Corée du Sud     |
|  | Colombie         | 63  | 81 | Italie           |
|  | Tchécoslovaquie  | 50  | 62 | Union soviétique |
|  | Japon            | 89  | 62 | Corée du Sud     |
|  | Japon            | 80  | 49 | Mexique          |
|  | Tchécoslovaquie  | 55  | 45 | Italie           |
|  | Tchécoslovaquie  | 94  | 44 | Colombie         |
|  | Union soviétique | 103 | 78 | Corée du Sud     |
|  | Italie           | 56  | 53 | Mexique          |
|  | Corée du Sud     | 93  | 69 | Colombie         |
|  | Union soviétique | 106 | 75 | Japon            |
|  | Corée du Sud     | 55  | 61 | Tchécoslovaquie  |
|  | Italie           | 49  | 50 | Japon            |
|  | Mexique          | 88  | 68 | Colombie         |
|  | Colombie         | 65  | 97 | Japon            |
|  | Italie           | 49  | 85 | Union soviétique |
|  | Mexique          | 52  | 71 | Tchécoslovaquie  |

## Classement final
| Rang | Équipe           | J | V | D | PP  | PC  | Diff | Statut              |
| ---- | ---------------- | - | - | - | --- | --- | ---- | ------------------- |
| 1    | Union soviétique | 8 | 8 | 0 | 733 | 432 | +301 | Poule finale        |
| 2    | Japon            | 8 | 6 | 2 | 594 | 522 | +72  | Poule finale        |
| 3    | Tchécoslovaquie  | 8 | 6 | 2 | 509 | 435 | +72  | Poule finale        |
| 4    | Italie           | 8 | 5 | 3 | 487 | 439 | +48  | Poule finale        |
| 5    | Corée du Sud     | 8 | 4 | 4 | 613 | 554 | +59  | Poule finale        |
| 6    | Mexique          | 8 | 3 | 5 | 479 | 527 | -48  | Poule finale        |
| 7    | Colombie         | 6 | 0 | 6 | 343 | 535 | -192 | Poule finale        |
| 8    | États-Unis       | 7 | 4 | 3 | 540 | 425 | +115 | Poule de classement |
| 9    | Hongrie          | 7 | 3 | 4 | 464 | 460 | +4   | Poule de classement |
| 10   | Australie        | 7 | 4 | 3 | 458 | 423 | +35  | Poule de classement |
| 11   | Canada           | 7 | 3 | 4 | 466 | 510 | -44  | Poule de classement |
| 12   | Brésil           | 7 | 2 | 5 | 489 | 553 | -64  | Poule de classement |
| 13   | Sénégal          | 7 | 0 | 7 | 212 | 570 | -358 | Poule de classement |

| Championne du monde 1975 |
| · Union soviétique · 5e titre |
| - 4 Angelė Rupšienė - 5 Alexandra Ovchinikova - 6 Raisa Kurvyakova - 7 Olga Barysheva - 8 Tatiana Ovetchkina - 9 Nadezhda Shuvayeva - 10 Uļjana Semjonova - 11 Nadezhda Zakharova - 12 Nelli Feryabnikova - 13 Olga Soukharnova - 14 Tetyana Nadyrova - 15 Natalya Klimova - Entraîneur : Lidia Alexeyeva |